# Институт Ванзее
Институт Ванзее (нем. Wannsee-Institut) — исследовательский институт нацистской Германии, который специализировался на изучении политики и экономики стран Восточной Европы и Советского Союза, входил в структуру СД. Во время Второй мировой войны участвовал в организации диверсионной и шпионской деятельности в тылу СССР.
Институт Ванзее был основан как частная организация в юго-западном пригороде Берлина Ванзее, и был включен Рейнхардом Гейдрихом в Sicherheitsdienst (СД) в 1936 году. Он действовал под прикрытием как институт исследований древности и располагался в экспроприированном особняке богатой немецко-еврейской семьи Оппенгейм. Исследовательский персонал был набран из Берлинского университета, предпочтительно из остзейских немцев Российской империи. Первым руководителем института был грузинский ученый-эмигрант Михаил Ахметели, на смену которому пришел австрийский профессор Ганс Кох.
В 1942 году, во время усиления бомбардировок союзников, Ванзейский институт был эвакуирован во дворец «Планкенварт» недалеко от Граца, в Австрию. В этот период Ванзейский институт был тесно связан с группой, готовившей операцию «Цеппелин» с целью вербовки советских военнопленных для шпионажа, диверсий и терактов в советском тылу.
После войны уцелевшие ценные материалы и архивы Ванзейского института были переданы Организации Гелена — разведывательному агентству в оккупированной Соединенными Штатами зоне Германии. В 1961 году в Германии остзейский немец Борис Мейснер основал аналогичный Ванзейскому Институт Германии и Восточной Европы, ставший ведущим научно-издательским учреждением по советологии на Западе.

## Персоны
- Ахметели Михаил Константинович
- Герман Грайфе

## Читайте также
- Операция «Туман»
- Институт Восточной Европы в Бреслау